# Susannah Grant
Susannah Grant (New York, 4 gennaio 1963) è una sceneggiatrice, regista e produttrice televisiva statunitense.

## Biografia
Si è diplomata al Amherst College nel 1984 e in seguito è stata accettata all'American Film Institute. Inizia la sua carriera lavorando per la serie tv Party of Five, in veste di sceneggiatrice, produttrice e regista di alcuni episodi.
Per il cinema debutta nella sceneggiatura del film Disney Pocahontas, nel 2001 riceve una nomination all'Oscar alla migliore sceneggiatura originale per Erin Brockovich. In seguito scrive la sceneggiatura per In Her Shoes - Se fossi lei e debutta alla regia con la commedia romantica Tutte le cose che non sai di lui.
Nel 2011 crea per la CBS la serie televisiva A Gifted Man, con protagonista Patrick Wilson. 

## Filmografia

### Sceneggiatrice
- Pocahontas, regia di Mike Gabriel e Eric Goldberg (1995)
- La leggenda di un amore - Cinderella (Ever After), regia di Andy Tennant (1998)
- 28 giorni (28 Days), regia di Betty Thomas (2000)
- Erin Brockovich - Forte come la verità (Erin Brockovich), regia di Steven Soderbergh (2000)
- In Her Shoes - Se fossi lei (In Her Shoes), regia di Curtis Hanson (2005)
- La tela di Carlotta (Charlotte's Web), regia di Gary Winick (2006)
- Tutte le cose che non sai di lui (Catch and Release), regia di Susannah Grant (2006)
- Il solista (The Soloist), regia di Joe Wright (2009)
- La quinta onda (The 5th Wave), regia di J Blakeson (2016)
- Confirmation - Una donna per la verità (Confirmation) – film TV, regia di Rick Famuyiwa (2016)
- Unbelievable  – miniserie TV (2019)
- Lonely Planet, regia di Susannah Grant (2024)

### Soggetto
- Erin Brockovich - Forte come la verità (Erin Brockovich), regia di Steven Soderbergh (2000)
- Unbelievable  – miniserie TV (2019)

### Regista
- Tutte le cose che non sai di lui (Catch and Release) (2006)
- Unbelievable  – miniserie TV (2019)
- Lonely Planet (2024)

### Produttrice
- Unbelievable – miniserie TV (2019)
- Fleishman a pezzi (Fleishman Is in Trouble) – miniserie TV, 8 puntate (2022)
- Lezioni di chimica (Lessons in Chemistry) – miniserie TV, 8 puntate (2023)
- Lonely Planet, regia di Susannah Grant (2024)